# 国际机构学与机器科学联合会
国际机构学与机器科学联合会成立于1969年，是机械工程领域中最具权威的国际学术组织之一，为研究人员和工程师提供机械工程领域的理论与应用。